# De hvide (Finland)
 Der er for få eller ingen kildehenvisninger i denne artikel, hvilket er et problem. Du kan hjælpe ved at angive troværdige kilder til de påstande, som fremføres i artiklen.

De hvide (Finsk: Valkoiset) udgjorde den ene stridende part under den finske borgerkrig. Modstanderne blev benævnt de røde.
De første paramilitære grupperinger opstod allerede under den russiske revolution i 1905 efter Rusland havde tabt den russisk-japanske krig. Disse militære modstandsgrupper opstod på baggrund af de russiske forsøg på at russificere Finland. De første sammenstød mellem hvide beskyttelsesstyrker og bolsjevikker[kilde mangler] fandt sted allerede sommeren 1906 i Helsingfors.
Under borgerkrigen bestod De hvide i hovedsagen af borgerlige politiske kræfter, som var loyale over for det konservative og borgerlige finske senat. Politisk leder for De hvide i Finland var Pehr Evind Svinhufvud. Den militære kommandant var Carl Gustaf Mannerheim. Officerskorpset havde, som Mannerheim, for en stor del sin baggrund i den kejserlige russiske hær fra før den finske uafhængighedserklæring af 6. december 1917.
Ved udbruddet af borgerkrigen bestod de hvide beskyttelsesstyrker (svensk: skyddskårer) hovedsagelig af de frivillige militære grupperinger, i begyndelsen ret få og temmelig spredt og uden fast ledelse, fortrinsvis i Østerbotten, hvor der var stationeret forholdsvis få russiske soldater, som det hurtigt lykkedes at få overmandet og dermed tillige skaffet sig våben. Også bønder i Karelen var rede til at forsvare hus og hjem mod fremmede magter; der imod i Finlands sydlige dele var den russiske militære tilstedeværelse forholdsvis stor, og fra disse fik De røde store mængder af våben. Fra Finlands sydlige egne søgte frivillige, der støttede et frit borgerligt demokratisk Finland derfor nordpå mod Østerbotten; mange blev stoppet undervejs, mishandlet og i visse tilfælde dræbt. Snart blev De hvides frivillige styrker dog supplerede med udskrevne, regulære soldater, de såkaldte finske jägertropper, som var taget til Tyskland mellem 1914 og 1917 for at få en militær uddannelse, og som vendte tilbage umiddelbart før borgerkrigens udbrud – mange var veteraner fra 1. verdenskrig. Disse styrker, som var bedre disiplinerede og bedre trænede end de frivillige styrker, blev afgørende for De hvides sejr i borgerkrigen ved siden af den tyske militære støtte.
De røde formåede aldrig at få oprettet regulære militære mandskaber, hvilket bidrog til deres nederlag. De røde styrker i Finland var imidlertid nært knyttet til de militære styrker i Russiske SFSR, deres allierede, og havde basis i venstrefløjen i Finlands Socialdemokratiske Parti anført af Otto Ville Kuusinen.
Et finsk hjemmeværn (finsk: Suojeluskuntajärjestö, svensk: Skyddskåren) bestod helt frem til 2. verdenskrig, men blev forbudt efter Fortsættelseskrigen i 1944 efter krav fra Sovjetunionen.

## Hvide styrker i Finland
- Ved slutningen af 1917: ca. 30.000 mand
- Da borgerkrigen startede: ca. 35.000 mand
- Da borgerkrigen sluttede: ca. 70.000 mand
- I 1920: ca. 100.000 mand